# Georges Schmitt
Pour les articles homonymes, voir Schmitt.

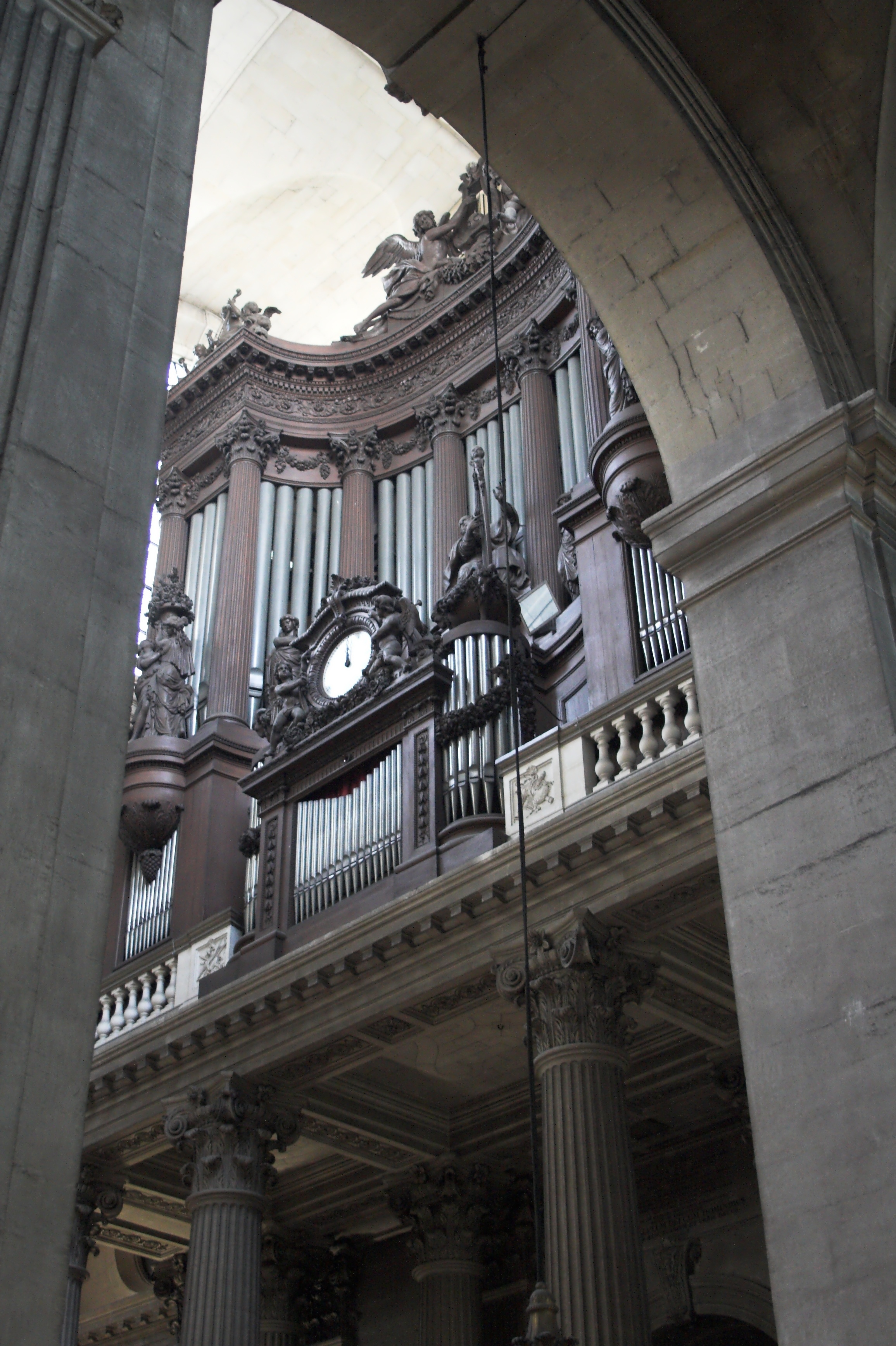
Orgue Clicquot / Cavaillé-Coll de l'église Saint-Sulpice de Paris.

Georges Schmitt, né Johann Georg Gerhard Schmitt à Trèves (Trier) en province de Rhénanie, le 11 mars 1821 et mort à Paris le 7 décembre 1900, est un compositeur, organiste et auteur franco-allemand.